# Mistrzostwa Europy w Lekkoatletyce 1982 – bieg na 400 m kobiet

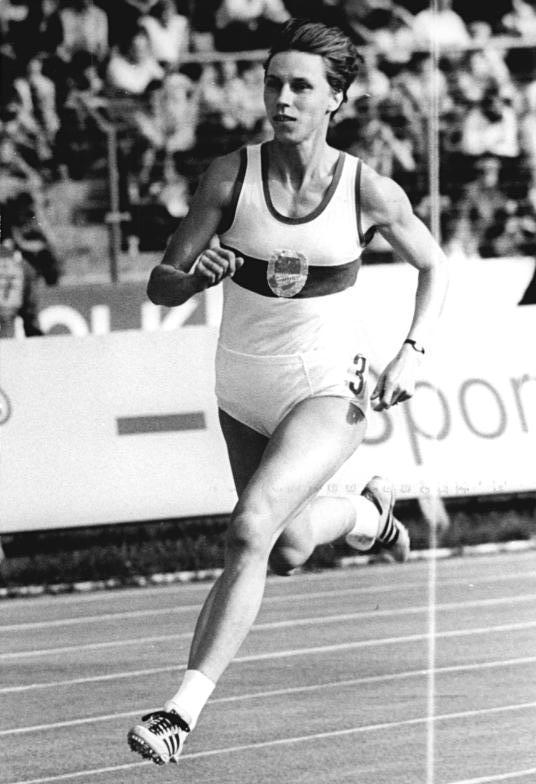
Marita Koch

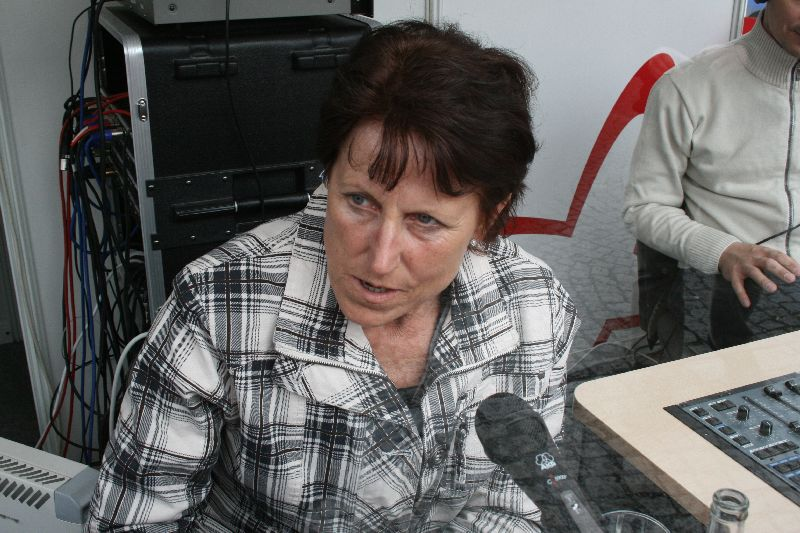
Jarmila Kratochvílová

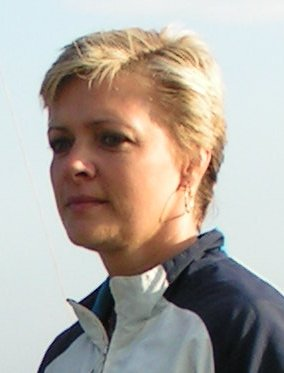
Taťána Kocembová

Bieg na dystansie 400 metrów kobiet był jedną z konkurencji rozgrywanych podczas XIII mistrzostw Europy w Atenach. Biegi eliminacyjne zostały rozegrane 8 września, a bieg finałowy 9 września 1982 roku. Zwyciężczynią tej konkurencji została reprezentantka Niemieckiej Republiki Demokratycznej Marita Koch, która obroniła tytuł zdobyty cztery lata wcześniej. W finale ustanowiła rekord świata czasem 48,16 s. W rywalizacji wzięło udział szesnaście zawodniczek z ośmiu reprezentacji.

## Rekordy
| Rekord świata     | Marita Koch (GDR) | 48,60 | Turyn, Włochy         | 04.08.1979 |
| Rekord Europy     | Marita Koch (GDR) | 48,60 | Turyn, Włochy         | 04.08.1979 |
| Rekord mistrzostw | Marita Koch (GDR) | 48,94 | Praga, Czechosłowacja | 31.08.1978 |

## Wyniki

### Eliminacje
Rozegrano dwa biegi eliminacyjne. Do finału awansowały po cztery najlepsze zawodniczki każdego biegu (Q).
Bieg 1
| Miejsce | Zawodniczka        | Czas  | Uwagi |
| ------- | ------------------ | ----- | ----- |
| 1       | Marita Koch        | 50,22 | Q     |
| 2       | Irina Baskakowa    | 51,03 | Q     |
| 3       | Taťána Kocembová   | 51,69 | Q     |
| 4       | Judit Forgács      | 51,88 | Q     |
| 5       | Erica Rossi        | 52,01 |       |
| 6       | Grażyna Oliszewska | 53,15 |       |
| 7       | Claudia Steger     | 53,56 |       |
| 8       | Lotta Holmström    | 55,22 |       |

Bieg 2
| Miejsce | Zawodniczka           | Czas  | Uwagi |
| ------- | --------------------- | ----- | ----- |
| 1       | Jarmila Kratochvílová | 50,38 | Q     |
| 2       | Dagmar Rübsam         | 50,55 | Q     |
| 3       | Gaby Bußmann          | 50,64 | Q     |
| 4       | Sabine Busch          | 50,80 | Q     |
| 5       | Jelena Korban         | 50,83 |       |
| 6       | Linsey MacDonald      | 52,09 |       |
| 7       | Michelle Scutt        | 52,11 |       |
| 8       | Elżbieta Kapusta      | 53,83 |       |

### Finał
| Miejsce | Zawodniczka           | Czas  | Uwagi |
| ------- | --------------------- | ----- | ----- |
| 1       | Marita Koch           | 48,16 | WR    |
| 2       | Jarmila Kratochvílová | 48,85 |       |
| 3       | Taťána Kocembová      | 50,55 |       |
| 4       | Sabine Busch          | 50,57 |       |
| 5       | Irina Baskakowa       | 50,58 |       |
| 6       | Dagmar Rübsam         | 50,76 |       |
| 7       | Gaby Bußmann          | 50,93 |       |
| 8       | Judit Forgács         | 52,49 |       |